# مسجد مأمور
مسجد مأمور (بالإنجليزية: Masjid Mamoor) هو مسجد يقع في مدينة تشيناي إلى الشرق من الهند، يوجود المسجد في منطقة موثيالبت.

## التاريخ
تم بناء مسجد مأمور أول مرة في القرن الثامن عشر الميلادي، وأعيد بناؤه وتشييده من الجرانيت من قبل حكام نواب كارناتيك في أواخر القرن التاسع عشر الميلادي، ومنذ ذلك الحين تم تجديد المسجد في كثير من الأوقات والأزمنة .